# 関口安義
関口 安義（せきぐち やすよし、1935年9月23日 - 2022年12月17日）は、日本の日本近代文学研究者。都留文科大学名誉教授。

## 略歴
埼玉県越谷市生まれ。早稲田大学国文科卒、同大学院博士課程修了、博士（文学）の学位を取得。都留文科大学講師、助教授、教授。中国河北大学、アメリカオレゴン大学、ニュージーランドワイカト大学などで客員教授を務める。定年退職後、文教大学教授。2006年に退職した。
芥川龍之介研究で著名だが、若い頃から、久米正雄の失恋事件で悪役になった夏目漱石の女婿・松岡譲に関心を持ち、長年かけ大著評伝を1991年に完成上梓した。1999年、『芥川龍之介とその時代』で第8回やまなし文学賞受賞。
ほかにも北原白秋の児童詩研究、また小説家として失敗しフランス文学者として名を成した豊島与志雄、芥川の親友で法学者の恒藤恭や九州大学の教授となった成瀬正一、児童文学作家・早船ちよ、今西祐行など、今日あまり照明が当られていない文学者の評伝を次々に上梓し、近代日本文学作家の伝記研究でも多くの業績がある。
2022年12月17日、心不全のため死去。87歳没。

## 著書
- 芥川龍之介の文学 関東図書 1968
- 豊島与志雄研究 笠間書院 1979
- 文学教育の課題と創造 教育出版 1980
- 国語教育と読者論 明治図書出版 1986
- 評伝 豊島与志雄 未來社 1987
- 芥川龍之介実像と虚像 洋々社 1988
- 評伝 松岡譲 小沢書店 1991
- 「羅生門」を読む 三省堂選書 1992
  - 新版 「羅生門」を読む 小沢書店 1999
- 芥川龍之介の手紙 大修館書店 1992
- 芥川龍之介-闘いの生涯 毎日新聞社 1992
- 評伝 成瀬正一 日本エディタースクール出版部 1994
- この人を見よ 芥川龍之介と聖書 小沢書店 1995
- 芥川龍之介 岩波新書 1995
- 特派員芥川龍之介 中国でなにを視たのか 毎日新聞社 1997
- 豊島与志雄と児童文学 夢と寓意の物語 久山社 1997
- 芥川龍之介の復活 洋々社 1998
- 芥川龍之介とその時代 筑摩書房 1999
- 芥川龍之介と児童文学 久山社 2000
- 恒藤恭とその時代 日本エディタースクール出版部 2002
- 芥川龍之介の素顔 イー・ディー・アイ 2003
- 一つの花 評伝今西祐行 教育出版 2004
- 芥川龍之介の歴史認識 新日本出版社 2004
- 悲運の哲学者 評伝藤岡蔵六 イー・ディー・アイ 2004
- 芥川龍之介永遠の求道者 洋々社 2005
- キューポラのある街 評伝早船ちよ 新日本出版社 2006
- よみがえる芥川龍之介 日本放送出版協会(NHKライブラリー) 2006
- 世界文学としての芥川龍之介 新日本出版社 2007
- 賢治童話を読む〈港の人児童文化研究叢書3〉港の人 2008
- 「羅生門」の誕生 翰林書房 2009
- 評伝 長崎太郎 日本エディタースクール出版部 2010
- 芥川龍之介新論　翰林書房 2012
- 続 賢治童話を読む〈港の人児童文化研究叢書4〉港の人 2015
- 評伝 矢内原忠雄 新教出版社 2019
- 時代を拓く芥川龍之介 新日本出版社 2022
- 内村鑑三 闘いの軌跡 新教出版社 2023

## 編著
- 芥川龍之介研究 菊地弘、久保田芳太郎共編 明治書院 1981
- 芥川龍之介事典 菊地弘、久保田芳太郎共編 明治書院 1985
- センダックを「読む」(児童文学世界) 中教出版 1991
- 特集子どものうた(児童文学世界) 中教出版 1992
- アプローチ芥川龍之介 明治書院 1992
- 芥川龍之介研究資料集成 全10巻+別巻1 日本図書センター 1993
- 入門児童文学(児童文学世界) 中教出版 1993
- 自由詩のひらいた地平 北原隆太郎共編 久山社 1994
- 芥川龍之介全作品事典 庄司達也共編 勉誠出版 2000
- 芥川龍之介事典 菊地弘、久保田芳太郎共編 増訂版 明治書院 2001
- 芥川龍之介旅とふるさと(「国文学解釈と鑑賞」別冊) 至文堂 2001
- 松岡譲三篇（EDI叢書8）イー・ディー・アイ 2002
- 芥川龍之介新辞典 翰林書房 2003
- 芥川龍之介 その知的空間(「国文学解釈と鑑賞」別冊) 至文堂 2004
- アプローチ児童文学 翰林書房、2008
- 生誕120年芥川龍之介 翰林書房 2012